# Пиполи, Даниел
Данюел Пиполи (англ. Danuel Michael Pipoly) (11 марта 1978, Лос-Анджелес, Калифорния, США) — американский актёр, более известный ролью Пигги в киноверсии 1990 года фильма «Повелитель мух». За свою работу в «Повелителе мух» он дважды номинировался на кинопремии, в том числе в одной номинации — «лучшему молодому актёру второго плана».

## Личная жизнь
Пиполи в 1996 году окончил высшую школу Крискенты. В настоящее время он не женат и проживает в Крискенте, Калифорния.

## Фильмография
- 1995 — Pet Shop
- 1995 — Три ниндзя 3: Костяшками вверх / 3 Ninjas Knuckle Up
- 1992 — Толкерсоны (сериал) / The Torkelsons
- 1991 — The Giant of Thunder Mountain
- 1990 — Повелитель мух / Lord of the Flies
- 1990 — Трущобы / Downtown

## Премии и номинации
| Год  | Премия        | Результат   | Категория                            | Фильм          |
| ---- | ------------- | ----------- | ------------------------------------ | -------------- |
| 1990 | Молодой актёр | Номинирован | лучший молодой актёр второго плана   | Повелитель мух |
| 1990 | Молодой актёр | Номинирован | выдающаяся роль в молодом коллективе | Повелитель мух |